# Amerbachkorrespondenz

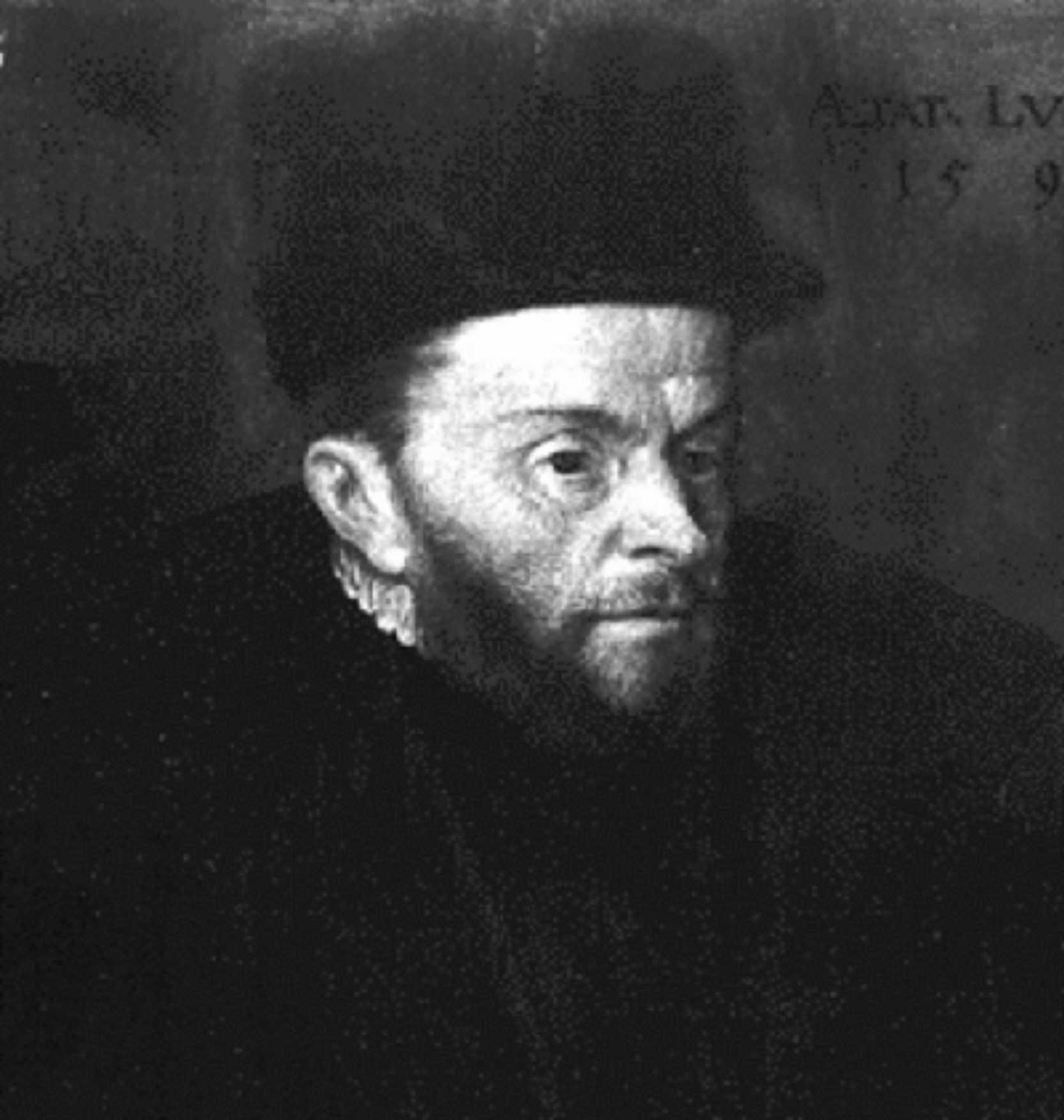
Basilius Amerbach (Original im Kunstmuseum Basel)

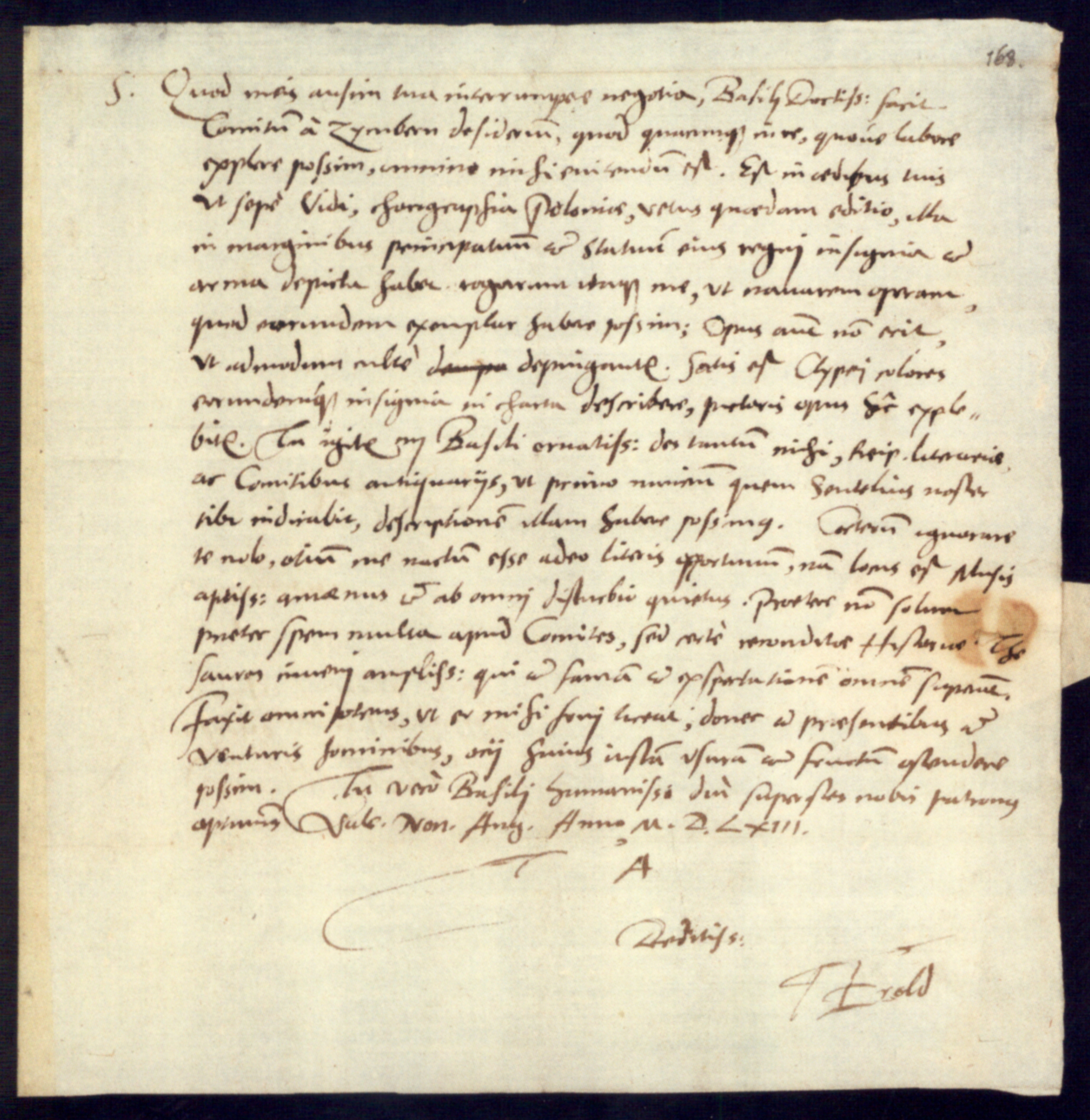
Johann Basilius Herold (1514–1567; Historiker in Basel) schreibt an den Drucker Basilius Amerbach; Erwähnung der von Herold 1563 besuchten Grafen Wilhelm Werner von Zimmern und Froben Christoph von Zimmern als comites antiquarii; (Original in der Universitätsbibliothek Basel)

Die Amerbachkorrespondenz enthält Teile des Briefwechsels der Familie Amerbach vor allem des 15. und 16. Jahrhunderts und wird von der Universitätsbibliothek Basel als Amerbach-Edition betreut.
1932 wurde mit der Arbeit begonnen, zunächst von dem Altphilologen Alfred Hartmann, nach dessen Tod 1960 durch den Historiker und Gymnasiallehrer Beat Rudolf Jenny. Die lange Laufzeit des Projektes lässt sich mit der nur teilweisen Freistellung aus dem Schuldienst der beiden wissenschaftlichen Mitarbeiter erklären. Ab 1997 und dann nochmals ab 2003 wurden zusätzlich Halbtagskräfte eingestellt. Trotz der Pensionierung Jennys 1991 arbeitete er anschliessend ehrenamtlich am Projekt weiter. Ziel der Arbeit war es, die teils schwer entzifferbaren und nur mit umfangreicher Kommentierung verständlichen Handschriften nach wissenschaftlichen Kriterien aufzubereiten und für andere Disziplinen nutzbar zu machen. 2010 erschien Band 11 als vorläufiger Abschluss des Editionsprojekts.

## Inhalt
Der Humanismus steht zur Zeit der Reformation im Mittelpunkt des Briefwechsels, der etwa 6000 Stück umfasst. Die von Percy Stafford Allen 1934 fertiggestellte Erasmus-Edition wird mit dem Briefwechsel der Amerbachs quasi fortgesetzt. Einen breiten Raum nimmt darin die humanistische Jurisprudenz und die Universitätsgeschichte einschliesslich der Personen- und Publikationsgeschichte ein. Sie enthält auch viele Familien- und Studentenbriefe und gewinnt damit sozialgeschichtliche Bedeutung. Ferner finden sich darin Basler Stadtgeschichten, die die damals noch nicht vorhandenen Ratsmanuale in gewisser Weise ersetzen. Wichtige städtische Vorgänge sind dokumentiert und so aufschliessbar.
Die Briefsammlung beginnt um 1480 und endet im 17. Jahrhundert; ihr Schwerpunkt ist das 16. Jahrhundert, womit sie drei Amerbach-Generationen verbindet: Johannes, Bonifacius und zuletzt Basilius, der die Sammlung begründete.
Die Amerbachkorrespondenz ist eine textkritische und kommentierte Volltextedition, in der neben den bekannten Protagonisten wie Erasmus, Sebastian Münster, Franciscus Hotomanus usw. auch weniger bekannte Personen aus der zweiten Reihe zu Wort kommen. Sie dient deshalb gewissermassen auch als oberrheinisches, späthumanistisches Personenlexikon des 16. Jahrhunderts.

## Ausgaben
| Band | Zeitraum  | Erscheinungsjahr | Umfang |
| ---- | --------- | ---------------- | ------ |
| I    | 1481–1513 | 1942             | 508 S. |
| II   | 1514–1524 | 1943             | 543 S. |
| III  | 1525–1530 | 1947             | 590 S. |
| IV   | 1531–1536 | 1953             | 514 S. |
| V    | 1537–1543 | 1958             | 540 S. |
| VI   | 1544–1547 | 1967             | 716 S. |
| VII  | 1548–1550 | 1973             | 616 S. |
| VIII | 1551–1552 | 1973             | 468 S. |
| IX/1 | 1553–1554 | 1982             | 443 S. |
| IX/2 | 1554–1556 | 1983             | 469 S. |
| X/1  | 1556–1557 | 1991             | 505 S. |
| X/2  | 1557–1558 | 1995             | 636 S. |
| XI/1 | 1559–1560 | 2010             | 640 S. |
| XI/2 | 1560–1562 | 2010             | 704 S. |